# Marzouka Oummou Hani
Marzouka Oummou Hani, née le 1er mai 2006 à Ngaoundéré, est une écrivaine camerounaise. Elle publie son premier livre Mon père ou mon destin en 2023 à l'âge de 17 ans.
Le roman crée la polémique et elle est poursuivie en justice par le chef du village Idool et une partie de l’élite du village pour diffamation.

## Biographie
Marzouka Oummou Hani est née à Ngaoundéré, chef-lieu de la région de l'Adamaoua, le 1er mai 2006. Elle est musulmane et appartient au groupe ethnique peul du Cameroun. Elle grandit dans l’Adamaoua. Orpheline, elle est élevée par sa mère fonctionnaire depuis le décès de son père, survenu alors qu'elle est âgée de 9 ans.
Elle fait ses études primaires et secondaires dans la ville de Ngaoundéré. À la sortie de son livre en mai 2023, elle est élève en classe de terminale D à l'Institut polyvalent bilingue les Pintades (IPB les Pintades). Elle obtient son baccalauréat en juillet 2023.

### Mon père ou mon destin
Marzouka Oummou Hani se fait connaître en 2023 après la sortie de son premier livre intitulé Mon père ou mon destin. Le roman retrace le parcours de la jeune Astawabi qui se bat pour accomplir son rêve de devenir écrivaine, face à son père et à son entourage qui la destine à un avenir de femme au foyer. Marzouka Oumma Hani y dénonce différentes oppressions dont sont victimes les jeunes filles, les violences conjugales, les superstitions, les mariages forcés, et aborde la question de la sous-scolarisation des jeunes filles dans sa communauté.

## Procès pour diffamation
En août 2023, Mohaman Ahman, le chef du village Idool et certains habitants du village critiquent publiquement l'œuvre de Marzouka Oummou Hani. Elle est accusée de ternir l'image du village Idool et la réputation de ses élites dans son roman. On lui reproche de citer nommément le village Idool et de le décrire « de façon malsaine et blasphématoire ». Elle y dénonce divers abus qui compromettent le destin de nombreuses jeunes femmes. Il lui est reproché d’avoir présenté le fondateur du village Idool comme responsable de nombreuses violences et crimes odieux : esclavage sexuel, viol et lapidation. Les autorités et les élites de la région interviennent et demandent que le livre soit retiré du marché et réécrit. Elle est poursuivie devant la justice pour diffamation et les plaignants réclament environ 150 millions de francs CFA de dommages.
Traduite en justice devant le tribunal de première instance de Ngaoundéré, elle est soutenue par un groupe d'avocats bénévoles qui ont pris en charge sa défense pro bono,. La première audience a lieu le 20 juillet 2023 avec une foule nombreuse venue soutenir la jeune écrivaine, puis renvoyée au 17 août 2023 pour la suite des débats. Cette seconde audience n'aura finalement pas lieu car à la suite d'une réunion de médiation organisée par le gouvernement et des autorités publiques le 5 août 2023 à la délégation régionale du Ministère de la Culture de l'Adamaoua, Marzouka Oummou Hani fait une lettre officielle d'excuse aux populations du village Idool, et la procédure judiciaire est avortée.
Marzouka Oummou Hani reçoit de nombreux soutiens sur le plan national et international, dont celui du réseau international des femmes avocates et de l'autrice Djiali Amadou Amal qui dans une publication sur sa page officielle la présente comme « une jeune fille courageuse et pleine d’avenir dont je suis fière » et dit être disposée à l'assister pour la réécriture de son roman.

## Publications
- Mon père ou mon destin, Editions MD, mai 2023